# Författarcentrum
Författarcentrum är en svensk ideell förening och centrumbildning för yrkesverksamma författare som startades 1967 av bland andra Siv Arb, Peter Curman och Gösta Friberg.[källa behövs]
Författarcentrum, som har omkring  1 400 medlemmar, har som syfte att sprida litteraturen i samhället. Det har fyra geografiska regioner med kontor i Stockholm, Göteborg, Malmö och på Frösön. Författarcentrum är Sveriges största förmedlare av författare. Verksamheten får finansiellt stöd av Statens kulturråd.[källa behövs]
Författarcentrum Öst startade år 1998 bokförlaget Podium för att genom beställtryck åstadkomma en bredare bokmarknad med böcker på minoritetsspråk, tvåspråkiga utgåvor, barnböcker och nyutgivning av klassiker. Podium, som drevs ideellt utan vinster, blev med tiden en ekonomisk belastning för föreningen och måste 2015 läggas ner på grund av indragna bidrag från Staten. Därigenom räddades Författarcentrum Östs kärnverksamhet från en hotande konkurs och återfick sin ekonomiska balans. De titlar som fanns i lager togs i många fall över av författarna själva. Minoritetsspråksböckerna skänktes till minoritetsorganisationer och de flesta av Podiums böcker finns idag tillgängliga genom andra kanaler.[källa behövs]